# Terpna thyatiroides
Terpna thyatiroides là một loài bướm đêm trong họ Geometridae.